# Charles Mingus
Charles Mingus (22 d'abril de 1922 - 5 de gener de 1979) fou un contrabaixista estatunidenc de jazz. Igualment exercí de compositor i líder de banda. També se'l coneix pel seu activisme contra la segregació racial.
El llegat musical de Mingus és notable; se'l considera com dels més grans músics i compositors de jazz de tots els temps, i molts dels seus àlbums es consideren obres mestres. Dotzenes de músics han desenvolupat importants carreres musicals en individual després d'haver passat pels seus conjunts. Les seves cançons, tot i ser melòdiques i originals, rarament han estat interpretades per altres músics, degut en part a la seva complexitat interna. Mingus també va ser creatiu i tingué una gran influència com a líder de banda, contractant artistes poc coneguts però amb talent als quals conjuntava en formacions arriscades i poc convencionals.
Mingus és gairebé tan conegut pel seu temperament problemàtic com per la qualitat de la seva música. El refús a comprometre la seva integritat musical el va portar a protagonitzar diverses reaccions estranyes dalt dels escenaris, tot i que s'ha arguït que el seu mal caràcter provenia del fet de descarregar la frustració que portava al damunt. Irònicament, una actuació perfecta el podia irritar per no deixar-li alliberar aquesta ràbia. Mingus era propens a la depressió; probablement es tractava de depressió maniaca. Tendia a tenir breus períodes d'intensa activitat creadora combinats amb llargs períodes d'abatiment i inactivitat.
Molta de la música de Mingus desprèn el so càlid i ple de sentiment del hard bop, enllaçant directament amb el gospel, tot i que alguns cops també s'apropa al free jazz. Tot i això Mingus evitava qualsevol tipus de categorització, forjant el seu estil únic en una barreja de tradició i exploració de nous camins. Mingus es va centrar en la improvisació col·lectiva, similar a les desfilades de jazz de Nova Orleans, parant especial esment en com cada membre de la banda interaccionava amb el conjunt. A l'hora de crear les seves bandes, Mingus es fixava no només en les habilitats musicals de les persones, sinó també en els seus caràcters.
Sovint ha estat considerat com l'hereu de Duke Ellington, a qui admirava. A inicis dels 50, abans d'obtenir reconeixement comercial com a líder de banda, va tocar en un bon nombre d'actuacions en directe amb Charlie Parker, les composicions i improvisacions del qual el van influir sobremanera. Mingus considerava Parker com el geni i l'innovador més gran de tota la història del jazz, però tenia una relació d'amor-odi amb el seu llegat musical. Mingus culpava la mitologia parkeriana de la manca d'originalitat de tots aquells que volien convertir-se en els successors de Parker. També li desagradaven els hàbits autodestructius del Bird, criticant que això havia portat altres músics a idealitzar l'addicció a les drogues.

## Biografia

### Els inicis
Mingus va néixer a Nogales (Arizona), però va créixer a Los Angeles (Califòrnia).
La seva mare només permetia que s'escoltés a casa música relacionada amb l'església, però de ben jove Mingus es va aficionar al jazz, especialment a la música d'Ellington. Va anar a classes de trombó i després de violoncel. Gran part de la tècnica del violoncel la va aplicar al contrabaix quan va començar a tocar l'instrument a l'institut.
Ja a l'adolescència, Mingus escrivia un nombre considerable de peces complexes en l'estil del Third Stream Jazz. Algunes d'aquestes peces serien gravades el 1960 sota la direcció de Gunther Schuller i posades al mercat amb l'àlbum Pre-Bird.

### El començament de la carrera professional
Mingus aviat es guanya una reputació com a nen-prodigi del contrabaix, anat de gira amb Louis Armstrong el 1943. Després va tocar amb la banda de Lionel Hampton cap al final dels anys 40. Hampton va interpretar i gravar algunes de les peces de Mingus. El 1950 i 1951 Mingus va formar un popular trio amb Red Norvo i Tal Farlow que va rebre les lloances de la crítica.
Mingus va formar part breument del conjunt d'Ellington a l'inici dels anys 50, però el seu mal caràcter el va portar a ser l'únic músic que Ellington acomiadà en tota la seva carrera.
El 1952 Mingus funda la discogràfica Debut Records conjuntament amb Max Roach, amb la finalitat de ser l'amo de la seva pròpia obra. Quan el contrabaixista Oscar Petitford es va trencar un braç jugant a beisbol, Mingus fou l'escollit per substituir-lo en el mític concert al Massey Hall de 1953, unint-se a Dizzy Gillespie, Charlie Parker, Bud Powell i Max Roach.
Malauradament, en aquells temps Mingus no estava acostumat al repertori bebop, i va escollir posteriorment doblar la seva part del contrabaix en la gravació. Els dos àlbums del primer concert del Massey Hall, amb el trio format per Powell, Mingus i Roach, van ser els primers llançaments discogràfics de Debut Records. Malgrat que Mingus es queixava constantment del tractament que rebien els músics per part de les discogràfiques, Gillespie va comentar que no va rebre compensacions en forma de drets d'autor durant anys per la seva actuació al Massey Hall. Tot i aquestes desavinences, el concert del Massey Hall es considera de forma unànime com una de les millors gravacions de jazz en directe.
El 1955 Mingus es va veure implicat en un polèmic accident en una actuació a un club juntament amb Parker, Powell i Roach. Bud Powell, que patia durant anys d'alcoholisme i malalties mentals —agreujades pel fet d'haver estat apallissat per la policia i haver estat objecte de tractaments amb electroshock– va haver de rebre assistència a dalt l'escenari, incapaç de tocar o de parlar de forma coherent. Quan la incapacitació de Powell es va fer evident, Parker es posa davant del micròfon i començà a corejar el nom de Bud Powell, com demanant el seu retorn. Parker continuà amb els càntics durant diversos minuts per desesperació de Mingus, qui agafà un altre micròfon i es dirigí al públic amb les següents paraules: «Senyores i senyors, si us plau, no m'associeu a res de tot això. Això no és jazz, això és gent malalta.» Una setmana més tard Parker moria a causa de l'addicció a les drogues.

### Pithecanthropus Erectus
Tot i que per llavors ja havia gravat prop de deu àlbums com a líder, l'any 1956 per Mingus va ser crucial, amb el llançament de Pithecanthropus Erectus, la seva primera obra mestra com a líder de banda i com a compositor. De la mateixa manera que Ellington, Mingus escrivia les cançons pensant en músics concrets, i la seva banda en aquest disc comptava amb músics intrèpids i orientats cap al blues com ara els saxofonistes Jackie McLean, Leo Wright o el pianista Mal Waldron. El tema que dona títol a l'àlbum és una composició simfònica on es representa l'evolució de l'home des de les seves arrels homínides (Homo Erectus) fins a arribar al declivi de l'espècie. Una secció de la peça era improvisada, sense cap tipus d'estructura o tema.
Un altre àlbum per Atlantic Records, The Clown, va ser el primer a comptar amb la presència del bateria Dannie Richmond. Richmond estaria al costat de Mingus durant els 20 anys següents, fins a la mort del contrabaixista. Ell i Mingus van formar una de les seccions rítmiques més impressionants i versàtils dins el món del jazz. Els dos eren intèrprets complidors que buscaven superar els límits del jazz alhora que es mantenien fidels a les arrels. Quan s'hi va unir el piantista Jaki Byard se'ls coneixia amb el nom de The Almighty Three, és a dir, "Els Tres Totpoderosos".
La dècada dels znyd 60 es considera l'època més productiva i fèrtil de Mingus. Se succeïren un alt nombre de composicions impressionants i àlbums d'una qualitat excel·lent a un ritme altíssim. En total, tretze àlbums entre les diferents discogràfiques (Debut, Candid Records, Impulse Records i altres), en un ritme potser impossible d'assolir per qualsevol altre músic o grup, exceptuant Duke Ellington.
Mingus treballava sovint amb un conjunt de mida mitjana (entre vuit i deu membres) amb músics rotants conegut com el Jazz Workshop. Mingus va dedicar-se a explorar terrenys musicals nous, demanant als seus músics que fossin capaços d'explorar i desenvolupar la seva percepció d'allò que estaven fent. Aquests desitjaven ingressar al Workshop perquè els atreia el concepte musical que mingus desenvolupava. Mingus donà forma a unes joves promeses musicals fins a convertir-los en una màquina d'improviar fortament cohesionada que d'alguna manera prefigurà el que més tard seria el free jazz.
Van formar part del Jazz Workshop entre altres:
- Pepper Adams
- Jaki Byard
- Eric Dolphy
- Booker Ervin
- Rahsaan Roland Kirk
- Jimmy Knepper
- John Handy
- Jackie McLean
- Charles McPherson
- Horace Parlan

### Charles Mingus Presents Charles Mingus
Charles Mingus va presenciar les llegendàries i controvertides actuacions d'Ornette Coleman al club de jazz Five Spot de Nova York.
Tot i que inicialment va tenir sentiments contraposats davant la innovadora música de Coleman, Mingus fou de fet una influència primordial per a l'etapa primerenca del free jazz. Va formar un quartet amb Richmond a la bateria, Ted Curson a la trompeta, i Eric Dolphy amb el saxòfon alt, en el que s'ha considerat com un intent de Mingus d'apropar-se al repte que suposava la música de Coleman. L'àlbum del quartet s'anomenà Charles Mingus Presents Charles Mingus, i ha esdevingut un disc imprescindible en la trajectòria de Mingus.

### The Black Saint and The Sinner Lady
El 1963 Mingus treu al mercat The Black Saint and The Sinner Lady una extensa obra mestra que alguns han considerat com una de les fites més grans en orquestració dins la història del jazz. Mingus va demanar-li al seu psicòleg que li escrigués els comentaris del llibret de l'àlbum.
El 1963 també va ser l'any de l'aparició de Mingus Plays Piano, on Mingus tocava el piano en solitari. La seva tècnica en aquest instrument, tot i estar capacitat i ser expressiu, era poc refinada comparada amb la d'un Ahmad Jamal o altres pianistes de jazz contemporanis, però tot i això el resultat de l'àlbum no és dolent. Unes quantes peces eren completament improvisades i remetien tant al jazz com a la música clàssica, anticipant-se així a l'impacte que Keith Jarret 12 anys després amb el seu The Koln Concert.
El 1964 Mingus va reunir una de les seves formacions més conegudes, un sextet on apareixien Dannie Richmond, Jaki Byard, Eric Dolphy, el trompetista Johnny Coles In 1964 Mingus put together one of his best-known groups, a sextet including Dannie Richmond, Jaki Byard, Eric Dolphy, trumpeter Johnny Coles i el saxòfon tenor Clifford Jordan. Aquest grup va gravar de forma intensiva durant la seva curta existència.

### El final, l'obra pòstuma i el seu llegat
A mitjan anys 70 Mingus es veié afectat per l'esclerosi, que li impedí tocar el contrabaix, però tot i això continuà component i supervisant diverses gravacions.
Va Morir el 1979 a Cuernavaca (Mèxic), on havia anat per tractar-se la malaltia. Les seves cendres van ser escampades pel riu Ganges.
Poc abans de morir, Mingus havia estat gravant un disc amb la cantant Joni Mitchell, en una barreja de versions vocals de composicions de Mingus i cançons de Mitchell. En aquest àlbum també hi prengué part el baixista Jaco Pastorius.
L'obra Epitaph va ser descoberta després de la seva mort. Es tracta d'una composició d'unes dues hores pensada per ser interpretada per una orquestra. La peça es va interpretar en directe per primera vegada deu anys després de la seva mort.

## Discografia
Principals àlbums
- Pithecanthropus Erectus (1956, Atlantic)
- The Clown (1957, Atlantic)
- Tijuana Moods (1957)
- New Tijuana Moods (1957)
- Blues and Roots (1959, Atlantic)
- Mingus Ah Um (1959, Columbia)
- Mingus Dynasty (1959, Columbia)
- Pre Bird (1960, Mercury)
- Charles Mingus Presents Charles Mingus (1960, Candid)
- Oh Yeah (1962, Atlantic)
- The Black Saint and the Sinner Lady (1963, Impulse)
- Mingus Plays Piano (1963, Impulse)
- Mingus Mingus Mingus (1963, Impulse)
- Let My Children Hear Music (1972, Columbia)
- Changes One (1974, Atlantic)
- Changes Two (1974, Atlantic)
- Cumbia & Jazz Fusion (1976, Atlantic)
- Epitaph (1990, Columbia, pòstum)